# (5156) Golant
(5156) Golant (1972 KL) – planetoida z pasa głównego asteroid okrążająca Słońce w ciągu 3,72 lat w średniej odległości 2,4 j.a. Odkryta 18 maja 1972 roku.